# 4400 Bagryana
4400 Bagryana је астероид главног астероидног појаса чија средња удаљеност од Сунца износи 2,367 астрономских јединица (АЈ).
Апсолутна магнитуда астероида је 13,8.